# Sanctum (игра)
Sanctum — игра жанра Tower Defense с элементами шутера от первого лица, разработанная независимой компанией Coffee Stain Studios. Доступна для покупки через Steam для Microsoft Windows с 24 марта 2011 года.

## Игровой процесс
Оборону ядра можно разделить на две фазы, фазу строительства и фазу обороны. В фазе строительства, игрок может строить блоки (Blocks), башни (Tower) и улучшать оружие.
Башни включают в себя стационарное оружие, телепорты и поля, влияющие на врагов, пока те передвигаются к ядру. Оружие имеет бесконечные патроны, но само оружие перегревается после некоторого количества выстрелов и нужно подождать, пока оно остынет. Чем выше уровень оружия — тем выше урон и больше выстрелов можно сделать до момента перегрева.
Чтобы строить башни и повышать уровень оружие необходимы очки (points), которые можно заработать, принимая участие в уничтожении врагов. Перед первой волной обычно доступно 160 очков, ~25.000 доступно в режиме «стойкость»
После установки необходимых башен и улучшения оружия нужно нажать Enter для начала волны. В нижнем левом углу есть индикаторы состояния ядра и счетчик врагов на волне. Когда врагов будет 0, начнется снова фаза строительства. Если состояние ядра будет равно 0% игра будет закончена.
В любое время можно выйти в меню (Esc) и посмотреть виды и особенности врагов которые будут на волне, используя эту информацию необходимо строить/улучшать башни для более эффективного уничтожения новых врагов.
В игре отсутствует смерть игрока из-за врагов. Враги не атакуют игрока, если он встанет на вражеском пути, то при попадании под противника будет отброшен в сторону.
В игре имеется 10 карт, 4 из которых доступны только из DLC.

### Босс
В DLC на карте Yogscave имеется босс, в игровой энциклопедии описание состоит из вопросительных знаков. Имеет очень прочную броню и способен отталкивать игроков.

## Режимы игры

### Выживание
Для игрового процесса доступны 10, 20 и 30 волн, но также есть режим Выживание, в котором количество волн бесконечно, а игроки должны пройти столько волн, сколько это возможно для них.

### Нажива
Время, дающееся на подготовку к атаке следующей волны, ограничено.

### Готовый
Карта начинается с уже построенными башнями. Их нельзя продать, а можно только улучшить.

### Стойкость
Игроки начинают игру с огромным количеством ресурсов, но заработать еще больше невозможно.

### Турбо
Объём ресурсов данных в начале волны значительно больше, чем в обычном режим, но также больше и количество здоровья каждого противника.

## Бета
Бета версия игры была доступна для пользователей Steam, купивших игру до её выпуска. В бета версии имеется один уровень, доступный как для одиночной игры, так и для многопользовательской игры.

## Сюжет
В Sanctum, игроки берут на себя роль Skye, посланной на защиту своего родного города Elysion One от орды загадочных инопланетных существ. Чтобы спасти свой город, игроку нужно защищать «ядро» на каждом уровне; строить оборонительные сооружения и улучшать оборону, уничтожая врагов до того, как они смогут попасть к «ядру».

## Критика
| Сводный рейтинг | Сводный рейтинг |
| Агрегатор       | Оценка          |
| --------------- | --------------- |
| GameRankings    | 74,83 %         |
| Metacritic      | 70/100          |

Игра получила посредственные отзывы.

### Продажи
Летом 2018 года, благодаря уязвимости в защите Steam Web API, стало известно, что точное количество пользователей сервиса Steam, которые играли в игру хотя бы один раз, составляет 2 088 528 человек.

## Продолжение
В 2013-м году вышло продолжение, Sanctum 2. В нем игроку дается на выбор четыре персонажа с уникальной специализацией. Количество башен, оружия и врагов было увеличено. Появились три босса. Проходы между блоками стали закрываться стеной при строительстве по диагонали.